# Oritoniscus cebenicus
Oritoniscus cebenicus är en kräftdjursart som beskrevs av Emil Racoviţă1908. Oritoniscus cebenicus ingår i släktet Oritoniscus och familjen Trichoniscidae. Inga underarter finns listade i Catalogue of Life.